# Vittorio Merloni
Vittorio Merloni (Fabriano, 1933. április 30. – Fabriano, 2016. június 18.) olasz üzletember és nagyiparos. Fia, Aristide Merloni, az Industrie Merloni alapítója, másik fia Andrea, az Indesit Company elnöke, ő maga pedig ennek tiszteletbeli elnöke. A Fineldot lánya Antonella vezeti. Az Industrie Merloni egy családi vállalkozás, amely voltaképpen az Indesit Company Group-ot illetve egyéb érdekeket felügyel.

## Életpályája
Vittorio Merloni a Perugiai Közgazdaságtudományi Egyetemen szerezte diplomáját. Franca Carlonival kötött házasságából négy gyerekük született, Maria Paola, Andrea Antonella, és Aristide.
Üzleti karrierjét 1960-ban egy családi vállalkozás indította el. 1975-ben megalapította a Merloni Elettrodomestici céget, amit 2005-ben átnevezett Indesit Companynak és egészen 2010. április 29-ig ő töltötte be a cégnél az elnöki tisztséget, majd fiára Andreára ruházta a vezetést, ő maga pedig a cég tiszteletbeli elnöke lett.
A vállalat részvényeit 1987 óta jegyzik a Milánói Tőzsdén. Az Indesit Company Európa egyik vezető háztartási gép (mosógépek, szárítógépek, mosó-szárító gépek, mosogatógépek, hűtők, fagyasztók, tűzhelyek, sütők és főzőlapok) gyártója és értékesítője.
Vittorio Merloni  a Confindustriának (az olasz munkaadók Szövetségének) elnöke, ezt a tisztséget négy évig töltötte be. 1984–ben megkapta a „Cavaliere de lavoro-t” és megválasztják a Centomarca (az olasz Márka Szövetség) elnökévé, amelyet 1988-ig töltött be.
2001-től négy éven keresztül volt az Assonime (Olasz részvénytársaságok szövetségének) elnöke. 
A Milánói Politechnikától 2001-ben tiszteletbeli doktori címet kapott mérnöki vezetésből.

## Különböző díjak és elismerések
2003-ban, két évre rá, hogy az Indesit Company átvette a Hotpoint-ot (egy Egyesült Királyságbeli márka), megkapta a Commander of the British Empire kitüntetést. 
2004-ben megkapta a Leonardo-díjat, 2005-ben pedig New Yorkban a GEI-díjat (Gruppo Esponenti Italiani) a kereskedelem és ipar területein szerzett elismerésének és megbecsülésének díját.

## Fordítás
Ez a szócikk részben vagy egészben  a   Vittori Merloni című angol Wikipédia-szócikk fordításán alapul.  Az eredeti cikk szerkesztőit annak laptörténete sorolja fel. Ez a jelzés csupán a megfogalmazás eredetét és a szerzői jogokat jelzi, nem szolgál a cikkben szereplő információk forrásmegjelöléseként.